# Predikanten
Gritos do Passado - em sueco Predikanten - é um livro da escritora sueca Camilla Läckberg , publicado em 2004 pela editora Forum. 

A tradução portuguesa foi editada pela Dom Quixote em 2010, e a tradução brasileira pela Planeta do Brasil em 2011. 